# Kardynałowie z nominacji Piusa XI
Kardynałowie z nominacji Piusa XI. Na siedemnastu konsystorzach Pius XI kreował kardynałami 76 duchownych katolickich. Wśród nich znalazł się m.in. jego następca, papież Pius XII (Eugenio Pacelli), a także jeden Polak August Hlond.

## Konsystorz z11 grudnia1922
1. Achille Locatelli, tytularny arcybiskup Tessaloniki, nuncjusz w Portugalii – kardynał prezbiter S. Bernardo alle Terme (tytuł nadany 25 maja 1923), zm. 5 kwietnia 1935
2. Giovanni Bonzano, tytularny arcybiskup Melitene, delegat apostolski w USA – kardynał prezbiter S. Pancrazio (tytuł nadany 14 grudnia 1922), następnie kardynał prezbiter S. Susanna (18 grudnia 1924), zm. 26 listopada 1927
3. Enrique Reig y Casanova, arcybiskup Walencji – kardynał prezbiter S. Pietro in Montorio (tytuł nadany 25 maja 1923), zm. 25 sierpnia 1927
4. Alexis Charost, arcybiskup Rennes – kardynał prezbiter S. Maria della Vittoria (tytuł nadany 14 grudnia 1922), zm. 7 listopada 1930
5. Eugenio Tosi OSsCA, arcybiskup Mediolanu – kardynał prezbiter Ss. Silvestro e Martino (tytuł nadany 14 grudnia 1922), zm. 7 stycznia 1929
6. Stanislas-Arthur-Xavier Touchet, biskup Orleanu – kardynał prezbiter S. Maria sopra Minerva (tytuł nadany 14 grudnia 1922), zm. 23 września 1926
7. Giuseppe Mori, sekretarz Kongregacji Soboru Trydenckiego – kardynał diakon S. Nicola in Carcere (tytuł nadany 14 grudnia 1922), następnie kardynał prezbiter S. Nicola in Carcere (13 marca 1933), zm. 30 września 1934
8. Franz Ehrle SJ – kardynał diakon S. Cesareo in Palatio (tytuł nadany 14 grudnia 1922), zm. 31 marca 1934

## Konsystorz z23 maja1923
Kościoły tytularne zostały nadane 25 maja 1923
1. Giovanni Battista Nasalli Rocca di Corneliano, arcybiskup Bolonii – kardynał prezbiter S. Maria in Traspontina, zm. 13 marca 1952
2. Luigi Sincero, asesor Kongregacji Konsystorialnej, sekretarz Kolegium Kardynałów – kardynał diakon S. Giorgio in Velabro, następnie kardynał prezbiter S. Giorgio in Velabro (17 grudnia 1928), kardynał biskup Palestriny (13 marca 1933), zm. 7 lutego 1936

## Konsystorz z20 grudnia1923
Kościoły tytularne zostały nadane 23 grudnia 1923:
1. Evaristo Lucidi, sekretarz Sygnatury Apostolskiej – kardynał diakon S. Adriano, zm. 31 marca 1929
2. Aurelio Galli, sekretarz Listów do Książąt – kardynał diakon S. Angelo in Pescheria, zm. 26 marca 1929

## Konsystorz z24 marca1924
Kościoły tytularne zostały nadane 27 marca 1924
1. George Mundelein, arcybiskup Chicago – kardynał prezbiter S. Maria del Popolo, zm. 2 października 1939
2. Patrick Joseph Hayes, arcybiskup Nowego Jorku – kardynał prezbiter S. Maria in Via, zm. 4 września 1938

## Konsystorz z30 marca1925
Kościoły tytularne zostały nadane 17 grudnia 1925
1. Eustaquio Ilundain y Esteban, arcybiskup Sewilli – kardynał prezbiter S. Lorenzo in Panisperna, zm. 10 sierpnia 1937
2. Vicente Casanova y Marzol, arcybiskup Grenady – kardynał prezbiter Ss. Vitale, Valeria, Gervasio e Protasio, zm. 23 października 1930

## Konsystorz z14 grudnia1925
1. Bonaventura Cerretti, tytularny arcybiskup Koryntu, nuncjusz we Francji – kardynał prezbiter S. Cecilia (tytuł nadany 24 czerwca 1926), następnie kardynał biskup Velletri (13 marca 1933), zm. 8 maja 1933
2. Enrico Gasparri, tytularny arcybiskup Sebaste – kardynał prezbiter S. Bartolomeo all'Isola (tytuł nadany 17 grudnia 1925), następnie kardynał biskup Velletri (16 października 1933), zm. 20 maja 1946
3. Patrick O’Donnell, arcybiskup Armagh – kardynał prezbiter S. Maria della PAce (tytuł nadany 17 grudnia 1925), zm. 22 października 1927
4. Alessandro Verde, sekretarz Kongregacji ds. Obrzędów – kardynał diakon S. Maria in Cosmedin (tytuł nadany 17 grudnia 1925), następnie kardynał prezbiter S. Maria in Cosmedin (16 grudnia 1935), zm. 29 marca 1958

## Konsystorz z21 czerwca1926
Kościoły tytularne zostały nadane 24 czerwca 1926
1. Luigi Capotosti, tytularny arcybiskup Terme, sekretarz Kongregacji ds. Dyscypliny Sakramentów – kardynał prezbiter S. Pietro in Vincoli, zm. 16 lutego 1938
2. Carlo Perosi, asesor Świętego Oficjum – kardynał diakon S. Eustachio, zm. 22 lutego 1930

## Konsystorz z20 grudnia1926
1. Lorenzo Lauri, tytularny arcybiskup Efezu, nuncjusz w Polsce – kardynał prezbiter S. Pancrazio (tytuł nadany 23 czerwca 1927), zm. 8 października 1941
2. Giuseppe Gamba, arcybiskup Turynu – kardynał prezbiter S. Maria sopra Minerva (tytuł nadany 23 grudnia 1929

## Konsystorz z20 czerwca1927
1. Joseph-Ernest van Roey, arcybiskup Mechelen – kardynał prezbiter S. Maria in Aracoeli (tytuł nadany 23 czerwca 1927), zm. 6 sierpnia 1961
2. August Hlond SDB, arcybiskup Gniezna i Poznania – kardynał prezbiter S. Maria della Pace (tytuł nadany 22 grudnia 1927), zm. 22 października 1948

## Konsystorz z19 grudnia1927
1. Alexis-Henri-Marie Lépicier OSM, tytularny arcybiskup Tarsu, wizytator apostolski w Abisynii i Erytrei – kardynał prezbiter S. Susanna (tytuł nadany 22 grudnia 1927), zm. 20 maja 1936
2. Felix-Raymond-Marie Rouleau OP, arcybiskup Quebecu – kardynał prezbiter S. Pietro in Montorio (tytuł nadany 22 grudnia 1927), zm. 31 maja 1931
3. Pedro Segura y Sáenz, arcybiskup Toledo – kardynał prezbiter S. Maria in Trastevere (tytuł nadany 28 października 1929), zm. 8 kwietnia 1957
4. Henri-Charles-Joseph Binet, arcybiskup Besançon – kardynał prezbiter S. Prisca (tytuł nadany 22 grudnia 1927), zm. 15 lipca 1936
5. Jusztinian Györg Séredi OSB, arcybiskup Ostrzyhomia – kardynał prezbiter Ss. Andrea e Gregorio al Monte Celio (tytuł nadany 22 grudnia 1927), zm. 29 marca 1945

## Konsystorz z15 lipca1929
1. Alfredo Ildefonso Schuster OSB, arcybiskup elekt Mediolanu – kardynał prezbiter Ss. Silvestro e Martino (tytuł nadany 18 lipca 1929), zm. 30 sierpnia 1954

## Konsystorz z16 grudnia1929
Kościoły tytularne zostały nadane 19 grudnia 1929:
1. Manuel Gonçalves Cerejeira, patriarcha Lizbony – kardynał prezbiter Ss. Marcellino e Pietro; od 1 stycznia 1971 bez uprawnień elektorskich; zm. 2 sierpnia 1977 jako ostatni kardynał z nominacji Piusa XI
2. Eugenio Pacelli, tytularny arcybiskup Sardes, nuncjusz w Niemczech – kardynał prezbiter Ss. Giovanni e Paolo, od 2 marca 1939 papież Pius XII, zm. 9 października 1958
3. Luigi Lavitrano, arcybiskup Palermo – kardynał prezbiter S. Silvestro in Capite, zm. 2 sierpnia 1950
4. Carlo Dalmazio Minoretti, arcybiskup Genui – kardynał prezbiter S. Eusebio, zm. 13 marca 1938
5. Joseph Mac Rory, arcybiskup Armagh – kardynał prezbiter S. Giovanni a Porta Latina, zm. 13 października 1945
6. Jean Verdier PSS, arcybiskup Paryża – kardynał prezbiter S. Balbina, zm. 9 kwietnia 1940

## Konsystorz z30 czerwca1930
Kościoły tytularne zostały nadane 3 lipca 1930:
1. Sebastião Leme da Silveira Cintra, arcybiskup Rio de Janeiro – kardynał prezbiter Ss. Bonifacio ed Alessio, zm. 17 października 1942
2. Francesco Marchetti Selvaggiani, tytularny arcybiskup Seleucji Izauryjskiej, sekretarz Kongregacji Propaganda Fide – kardynał prezbiter S. Maria Nuova, następnie kardynał biskup Frascati (15 czerwca 1936), kardynał biskup Ostii i Frascati (16 lutego 1948), zm. 13 stycznia 1951
3. Raffaele Carlo Rossi OCD, tytularny arcybiskup Tessaloniki, asesor Kongregacji Konsystorialnej, sekretarz Kolegium Kardynałów – kardynał prezbiter S. Prassede, zm. 17 września 1948
4. Giulio Serafini, tytularny arcybiskup Lampsaco, sekretarz Kongregacji Soboru Trydenckiego – kardynał prezbiter S. Maria sopra Minerva, zm. 16 lipca 1938
5. Achille Liénart, biskup Lille – kardynał prezbiter S. Sisto; od 1 stycznia 1971 bez uprawnień elektorskich; zm. 15 lutego 1973

## Konsystorz z13 marca1933

### Nominacje jawne
Kościoły tytularne zostały nadane 16 marca 1933
1. Angelo Maria Dolci, tytularny arcybiskup Gerapolis, nuncjusz w Rumunii – kardynał prezbiter S. Maria della Vittoria, następnie kardynał biskup Palestriny (15 czerwca 1936), zm. 13 września 1939
2. Pietro Fumasoni Biondi, tytularny arcybiskup Doclea, delegat apostolski w USA – kardynał prezbiter S. Croce in Gerusalemme, zm. 12 lipca 1960
3. Maurilio Fossati OSsCGN, arcybiskup Turynu – kardynał prezbiter S. Marcello, zm. 30 marca 1965
4. Jean-Marie-Rodrigue Villeneuve OMI, arcybiskup Quebecu – kardynał prezbiter S. Maria degli Angeli, zm. 17 stycznia 1947
5. Elia Dalla Costa, arcybiskup Florencji – kardynał prezbiter S. Marco, zm. 22 grudnia 1961
6. Theodor Innitzer, arcybiskup Wiednia – kardynał prezbiter S. Crisogono, zm. 9 października 1955

### Nominacjein pectore, opublikowane 16 grudnia 1935
1. Federico Tedeschini, tytularny arcybiskup Lepanto, nuncjusz w Hiszpanii – kardynał prezbiter S. Maria della Vittoria (tytuł nadany 18 czerwca 1936), następnie kardynał biskup Frascati (28 kwietnia 1951), zm. 2 listopada 1959
2. Carlo Salotti, tytularny arcybiskup Filippopolis, sekretarz Kongregacji Propaganda Fide – kardynał prezbiter S. Bartolomeo all'Isola (tytuł nadany 19 grudnia 1935), następnie kardynał biskup Palestriny (11 grudnia 1939), zm. 24 października 1947

## Konsystorz z16 grudnia1935
1. Ignacy Gabriel I Tappouni, syryjski patriarcha Antiochii – kardynał prezbiter Ss. XII Apostoli (tytuł nadany 19 grudnia 1935), następnie kardynał patriarcha (11 lutego 1965), zm. 29 stycznia 1968
2. Enrico Sibilia, tytularny arcybiskup Side, nuncjusz w Austrii – kardynał prezbiter S. Maria Nuova (tytuł nadany 18 czerwca 1936), następnie kardynał biskup Sabina e Poggio Mirteto (11 grudnia 1939), zm. 4 sierpnia 1948
3. Francesco Marmaggi, tytularny arcybiskup Adrianopolis, nuncjusz w Polsce – kardynał prezbiter S. Cecilia (tytuł nadany 18 czerwca 1936), zm. 3 listopada 1949
4. Luigi Maglione, tytularny arcybiskup Cezarei Palestyńskiej, nuncjusz we Francji – kardynał prezbiter S. Pudenziana (tytuł nadany 18 czerwca 1936), zm. 22 sierpnia 1944
5. Carlo Cremonesi, tytularny arcybiskup Nikomedii – kardynał prezbiter S. Lorenzo in Lucina S. Lorenzo in Lucina (tytuł nadany 19 grudnia 1935), zm. 25 listopada 1943
6. Alfred Baudrillart Orat, tytularny arcybiskup Melitene, wikariusz Paryżu – kardynał prezbiter S. Bernardo alle Terme (tytuł nadany 19 grudnia 1935), zm. 19 maja 1942
7. Emmanuel-Celestin Suhard, arcybiskup Reims – kardynał prezbiter S. Onofrio (tytuł nadany 19 grudnia 1935), zm. 30 maja 1949
8. Karel Kašpar, arcybiskup Pragi – kardynał prezbiter Ss. Vitale, Valeria, Gervasio e Protasio (tytuł nadany 19 grudnia 1935), zm. 21 kwietnia 1941
9. Santiago Luis Copello, arcybiskup Buenos Aires – kardynał prezbiter S. Girolamo degli Schiavoni (tytuł nadany 19 grudnia 1935), następnie kardynał prezbiter S. Lorenzo in Damaso (14 grudnia 1959), zm. 9 lutego 1967
10. Isidro Gomá Tomás, arcybiskup Toledo – kardynał prezbiter S. Pietro in Montorio (tytuł nadany 19 grudnia 1935), zm. 22 sierpnia 1940
11. Camillo Caccia Dominioni, majordom papieski – kardynał diakon S. Maria in Domnica (tytuł nadany 19 grudnia 1935), zm. 12 listopada 1946
12. Nicola Canali, asesor Świętego Oficjum – kardynał diakon S. Nicola in Carcere (tytuł nadany 19 grudnia 1935), zm. 3 sierpnia 1961
13. Domenico Jorio, sekretarz Kongregacji ds. Dyscypliny Sakramentów – kardynał diakon S. Apollinare (tytuł nadany 19 grudnia 1935), następnie kardynał prezbiter S. Apollinare (18 lutego 1946), zm. 21 października 1954
14. Vincenzo Lapuma, sekretarz Kongregacji ds. Zakonów – kardynał diakon Ss. Cosma e Damiano (tytuł nadany 19 grudnia 1935), zm. 4 listopada 1943
15. Federico Cattani Amadori, sekretarz Sygnatury Apostolskiej – kardynał diakon S. Maria in Aquiro (tytuł nadany 19 grudnia 1935), zm. 11 kwietnia 1943
16. Massimo Massimi, dziekan Roty Rzymskiej – kardynał diakon S. Maria in Portico (tytuł nadany 19 grudnia 1935), następnie kardynał prezbiter S. Maria in Portico (18 lutego 1946), zm. 6 marca 1954
17. Domenico Mariani, sekretarz Administracji Patrymonium Stolicy Apostolskiej – kardynał diakon S. Cesareo in Palatio (tytuł nadany 19 grudnia 1935), zm. 23 kwietnia 1939
18. Pietro Boetto SJ – kardynał diakon S. Angelo in Pescheria (tytuł nadany 19 grudnia 1935), następnie kardynał prezbiter S. Angelo in Pescheria (18 marca 1938), zm. 31 stycznia 1946

## Konsystorz z15 czerwca1936
Kościoły tytularne zostały nadane 18 czerwca 1936:
1. Giovanni Mercati, prefekt Biblioteki Watykańskiej, protonotariusz apostolski – kardynał diakon S. Giorgio in Velabro, zm. 23 sierpnia 1957
2. Eugène Tisserant, proprefekt Biblioteki Watykańskiej – kardynał diakon Ss. Vito, Modesto e Crescenzia, następnie kardynał prezbiter Ss. Vito, Modesto e Crescenzia (13 grudnia 1937), kardynał prezbiter S. Maria sopra Minerva (11 grudnia 1939), kardynał biskup Porto e S. Rufina (18 lutego 1948), kardynał biskup Ostii i Porto e S. Rufina (13 stycznia 1951); od 1 stycznia 1971 bez uprawnień elektorskich; zm. 21 lutego 1972

## Konsystorz z13 grudnia1937
Kościoły tytularne zostały nadane 16 grudnia 1937:
1. Adeodato Giovanni Piazza OCD, patriarcha Wenecji – kardynał prezbiter S. Prisca, następnie kardynał biskup Sabina e Poggio Mirteto (14 marca 1949), zm. 30 listopada 1957
2. Ermenegildo Pellegrinetti, tytularny arcybiskup Adany, nuncjusz w Jugosławii – kardynał prezbiter S. Lorenzo in Panisperna, zm. 29 marca 1943
3. Arthur Hinsley, arcybiskup Westminster – kardynał prezbiter S. Susanna, zm. 17 marca 1943
4. Giuseppe Pizzardo, tytularny arcybiskup Nicei, sekretarz Kongregacji Nadzwyczajnych Spraw Kościoła – kardynał prezbiter S. Maria in Via, następnie kardynał biskup Albano (21 lipca 1948), zm. 1 sierpnia 1970
5. Pierre-Marie Gerlier, arcybiskup Lyonu – kardynał prezbiter SS. Trinità al Monte Pincio, zm. 17 stycznia 1965